# Ľubochňa
Ľubochňa é um município da Eslováquia, situado no distrito de Ružomberok, na região de Žilina. Tem 113,68 km² de área e sua população em 2018 foi estimada em 1.053 habitantes.

## Demografia
| Ano:        | 1994 | 2004   | 2014   | 2024   |
| ----------- | ---- | ------ | ------ | ------ |
| Broj ljudi: | 1065 | 1042   | 1053   | 1045   |
| Razlika:    |      | -2,15% | +1,05% | -0,75% |

| Ano:               | 2023 | 2024   |
| ------------------ | ---- | ------ |
| Número de pessoas: | 1052 | 1045   |
| Diferença:         |      | -0,66% |